# Heteropoda renibulbis
Heteropoda renibulbis är en spindelart som beskrevs av Davies 1994. Heteropoda renibulbis ingår i släktet Heteropoda och familjen jättekrabbspindlar. Inga underarter finns listade i Catalogue of Life.